# Carmen Escalante Gutiérrez
Carmen Escalante Gutiérrez (nacida en 1954) es una antropóloga peruana. Con la publicación de testimonios de campesinos quechuas en quechua sureño ha contribuido crucialmente a la literatura quechua. Además, fue la primera persona que en Europa escribió y defendió su tesis doctoral en quechua.

## Biografía
Carmen Escalante Gutiérrez estudió antropología en la Universidad Nacional de San Antonio Abad del Cusco, cursó estudios de posgrado en Antropología en la Pontificia Universidad Católica del Perú (PUCP) en Lima y donde obtuvo su maestría y doctorado en antropología.
Escalante Gutiérrez se casó en 1974 con el antropólogo Ricardo Valderrama Fernández (1945–2020), con quien tuvo tres hijos. Cinco de sus publicaciones principales fueron publicadas junto con él. Por estas obras, que fueron traducidas a más de quince idiomas, obtuvieron la Beca Guggenheim de investigación (2007).
Como cusqueña, decidió escribir una segunda tesis doctoral y la hizo en su idioma natal, el quechua. Sin embargo, las leyes universitarias en el Perú permitían solamente el castellano como idioma oficial. Por eso, fue a España para realizar su proyecto quechua. El 16 de marzo de 2017, defendió su tesis doctoral en la Universidad Pablo de Olavide en Sevilla totalmente en su idioma natal, el quechua. Obtuvo la más alta nota.

## Trayectoria
Conformó el primer equipo de investigación interdisciplinario del Centro de Estudios Regionales Andinos Bartolomé de las Casas del Cusco. Realizó investigación y promoción con DESCO Programa Rural Valle del Colca, e investigación, evaluación y consultorías con FAO Holanda, COSUDE, GTZ Cooperación Alemana, OIT, UNICEF, UNESCO en temas de riego, género e infancia. Realizó el estudio histórico con el cual se obtuvo la nominación de origen del maíz blanco gigante tipo Cusco.Fue profesora invitada en la Escuela de Altos Estudios en Ciencias Sociales (EHESS) de París (2003). Año desde el cual alterna la enseñanza universitaria con la investigación en antropología. Docente contratada en Universidad Peruana de Ciencias Aplicadas (UPC), Universidad Andina del Cusco y en la Universidad Nacional San Antonio Abad del Cusco (UNSAAC) donde hasta hoy trabaja como profesora contratada.